# Sara Lowe
Sara Elizabeth Lowe (Dallas, 30 de abril de 1984) es una deportista estadounidense que compitió en natación sincronizada.
Participó en los Juegos Olímpicos de Atenas 2004, obteniendo una medalla de bronce en la prueba de equipo. Ganó dos medallas en el Campeonato Mundial de Natación de 2003.

## Palmarés internacional
| Juegos Olímpicos   | Juegos Olímpicos   | Juegos Olímpicos  | Juegos Olímpicos  |
| Año                | Lugar              | Medalla           | Prueba            |
| ------------------ | ------------------ | ----------------- | ----------------- |
| 2004               | Atenas (Grecia)    | Medalla de bronce | Equipo            |
| Campeonato Mundial |                    |                   |                   |
| Año                | Lugar              | Medalla           | Prueba            |
| 2003               | Barcelona (España) | Medalla de plata  | Combinación libre |
| 2003               | Barcelona (España) | Medalla de bronce | Equipo            |